# اللجنة العسكرية المركزية (فيتنام)

اللجنة العسكرية المركزية تحت قيادة الحزب الشيوعي الفيتنامي

اللجنة العسكرية المركزية (بالفيتنامية: Quân Ủy Trung ương)‏ هي أعلى جهاز حزبي في فيتنام فيما يخص السياسة العسكرية. تضم عضويتها بعض أعضاء المكتب السياسي والقادة العسكريين. يرأس اللجنة العسكرية المركزية الأمين العام الحالي للحزب الشيوعي الفيتنامي نجوين فو ترونج.
ينص النظام الأساسي للحزب الشيوعي الفيتنامي على أن الجيش الشعبي الفيتنامي «يخضع لقيادة الحزب المطلقة والمباشرة والشاملة». يتم تعيين عضوية اللجنة العسكرية المركزية من قبل اللجنة المركزية للحزب الشيوعي الفيتنامي. تكون اللجنة العسكرية المركزية مسؤولة أمام المكتب السياسي وسكرتارية الحزب. تتمثل أولويتها الرئيسية في الإشراف على شؤون الأحزاب داخل الجيش الشعبي الفيتنامي. منذ نهاية حرب فيتنام في عام 1975 كان المعيار هو أن يتم تمثيل اثنين على الأقل من جنرالات الجيش الفيتنامي الشعبي في المكتب السياسي للحزب، ومع ذلك انخفض عدد جنرالات الجيش الفيتنامي الشعبي في اللجنة المركزية ببطء منذ عام 1975.